# Sergio Marchionne
Sergio Marchionne (Chieti, Abruzos; 17 de junio de 1952-Zúrich, Suiza; 25 de julio de 2018) fue un empresario italiano, director ejecutivo de Fiat Group, Fiat Group Automobiles y Chrysler Group LLC. En enero de 2006 fue elegido presidente de la Asociación de Fabricantes Europeos de Automóviles (ACEA), cargo que volvería a ocupar en 2012 y 2013. Fue presidente de SGS y miembro del Consejo de Administración de UBS AG. El 21 de febrero de 2008, la misma junta de directores de UBS designó a Marchionne como vicepresidente no ejecutivo.
Marchionne, junto con el presidente de Fiat Group Luca Cordero di Montezemolo, devolvieron la rentabilidad a la división de automóviles Fiat Group Automobiles en 2006 después de varios años de importantes pérdidas. Juntos han sido ampliamente acreditados con la reestructuración del grupo en una de las compañías de más rápido crecimiento en la industria automotriz.
En 2006 fue nombrado "Cavaliere del Lavoro" por el presidente italiano, Giorgio Napolitano. Fue presidente de Ferrari luego de la renuncia de Luca Cordero di Montezemolo en 2014 hasta el 21 de julio de 2018. Falleció cuatro días después.

## Biografía
Marchionne había nacido en Chieti, Abruzzo, Italia. Era hijo de Concezio Marchionne, oriundo de la ciudad de Abruzzese de Cugnoli, y María Zuccon de Carnizza, (hoy Krnica, Croacia) cercana de Labin en Istria. Su padre sirvió como Carabinieri en Istria, donde conocería a su futura esposa. El abuelo de Marchionne, Giacomo Zuccon, fue asesinado en septiembre de 1943 por los Partizanos Yugoeslavos cerca de Barban en Istria, mientras su tío Giuseppe Zucon fue asesinado por los nazis ese mismo año. En 1945, cuando la región fue ocupada por el ejército yugoeslavo, los padres de Marchionne se mudaron a Chieti en Abruzzo donde nació Sergio.
A los 13 años, Marchionne y su familia emigraron a Toronto, Canadá, donde tenían parientes. En consecuencia, tuvo doble nacionalidad (canadiense e italiana). Fue abogado, procurador y contable. Fue miembro de los Contadores Generales Certificados de Ontario y el Instituto Canadiense de Contadores Públicos. Realizó estudios universitarios en la Universidad de Toronto. Obtuvo su MBA en administración de empresas de la Universidad de Windsor en 1980 y su licenciatura en Derecho de Osgoode Hall Law School de la Universidad de York en 1983.
Comenzó su carrera profesional en Canadá. De 1983 a 1985 se desempeñó como contador y especialista en impuestos de Deloitte. De 1985 a 1988 fue controlador de grupo y luego director de desarrollo corporativo en el Grupo de Lawson Mardon en Toronto. En 1989 se trasladó a Glenex Industrias, donde trabajó durante dos años como vicepresidente ejecutivo.
De 1990 a 1992 fue vicepresidente de finanzas y director financiero en Acklands Ltd. Entre 1992 y 1994, fue nombrado vicepresidente de asesoramiento jurídico y desarrollo corporativo y director financiero del Grupo de Lawson, que fue adquirido por Alusuisse Lonza (Algroup) en 1994.
Entre 1994 y 2000, trabajó en Algroup (Alusuisse Lonza Group Limited) de Zúrich, y finalmente se convirtió en director ejecutivo en 1997. Luego estuvo a la cabeza de Lonza Group Ltd. de Basilea, después de su spin-off de Algroup, como consejero delegado y director general (2000-2001) y luego como presidente (2002).
En febrero de 2002, fue nombrado CEO de SGS en Ginebra y su presidente en marzo de 2006. Además, es miembro de la junta de supervisión de Hochtief.
Antes de convertirse en consejero delegado de Fiat Group había sido miembro de su junta de directores desde mayo de 2003.
Cuando Chrysler salió de la quiebra el 10 de junio de 2009, Fiat Group consiguió una participación mayoritaria en Chrysler Group LLC. Marchionne continuó siendo CEO de Fiat Group y reemplazó a Robert Nardelli como nuevo CEO del grupo Chrysler.
El 10 de septiembre de 2014 Luca Cordero di Montezemolo dimitió como presidente de Ferrari, siendo sustituido por Marchionne, quien entonces era vicepresidente.
El 21 de julio de 2018 dejó la dirección del consorcio FCA por una grave enfermedad. Tras ser hospitalizado el 27 de junio en Zúrich por un sarcoma en el hombro, sufrió una embolia cerebral mientras se le practicaba una cirugía, cayendo en un coma irreversible por los daños cerebrales. Falleció el 25 de julio, cuatro días después de haber ingresado en el hospital.

## Cargos
A 8 de septiembre de 2011 ocupaba los siguientes cargos:
- Presidente del consejo de administración de Fiat Industrial S.p.A.
- Presidente del consejo de administración de CNH
- Presidente del consejo de administración de Chrysler Group LLC
- CEO de Fiat S.p.A.
- CEO de Chrysler Group LLC.
- CEO de Fiat Group Automobiles.
- Miembro del consejo de administración de Exor.
- Miembro permanente de la Fundación Giovanni Agnelli.